# Amalricus van Valencijn
Amalricus van Valencijn (- 973) was markgraaf van Valencijn.
Amalricus werd na de verdrijving van de Reiniers en de opdeling van de Henegouw in 957/958 door hertog Bruno van Lotharingen als graaf in Valenciennes aangesteld. Ongeveer tezelfdertijd wist bisschop Fulbert van Kamerijk de opheffing van het huwelijk van Amalricus met een dochter van graaf Isaac van Kamerijk voor elkaar te krijgen.
In een schenkingsoorkonde keizer Otto I de Grote aan de abdij van Crespin, opgesteld op 12 februari 973, wordt Amalricus voor het laatst als getuigen genoemd. Hij is vermoedelijk kort daarop gestorven, daar nog in datzelfde jaar Werner als graaf van de mark Valencijn optreedt.
Amalricus van Valencijn werd ook als stamvader van het Huis Montfort-l'Amaury in aanmerking genomen. De vader van de eerste geattesteerde heer van Montfort, Amalricus I, was een zekere "Willem van Henegouw", die op zijn beurt een zoon van de Henegouwse graaf zou zijn. Deze aanname wordt tot nu toe evenwel door geen enkele contemporaine bron bevestigd.

## Historische bronnen
- Gesta episcoporum Cameracensium, ed. Ludwig Conrad Bethmann in MGH SS 7 (1846), p. 427.
- Monumenta Germaniae Historica DD O I, S. 579, nr. 426.

## Referentie
- Dit artikel of een eerdere versie ervan is een (gedeeltelijke) vertaling van het artikel Amalrich_(Hennegau) op de Duitstalige Wikipedia, dat onder de licentie Creative Commons Naamsvermelding/Gelijk delen valt. Zie de bewerkingsgeschiedenis aldaar.